# Vesterbro (Aarhus)
 Der er flere lokaliteter med dette navn, se Vesterbro (flertydig).
Vesterbro er en bydel i Aarhus, beliggende i Aarhus C nord og vest for den Indre By. Vesterbro består af Øgadekvarteret, CeresByen og det gamle godsbaneareal, der er under udvikling som det nye bykvarter Aarhus K. På Vesterbro finder man yderligere Vesterbro Torv, Den Gamle By og Botanisk Have, det gamle amtssygehus.
Bydelen ligger i Sankt Markus Sogn med 8813 indbyggere i 2016. Endvidere dækker Vor Frue Sogn (13.403 indbyggere) hele den syd vestlige del af Vesterbro. Sognet dækker også dele af det østlige indre by.
Befolkningstallet for Vesterbro den 1. Januar 2020 er på 24.467.
Vesterbro er afgrænset af Vestre Ringgade mod vest, Banegraven mod syd, Langelandsgade, Høegh-Guldbergs gade mod øst, Nørre Allé og Vester Allé mod syd/øst.
Vesterbro er præget af bakker, og nogle gader er blandt de stejleste i Danmark i bebyggede områder.

## Galleri
- jerichausgade.
- Vesterbro set fra ARoS.
- Ny munkegade.
- Vesterbrogade 2019.
- Vesterbrogade 2019.
- Vesterbrogade 2019.
- Nørre Allé med Vesterbro til højre.
- Nørregade deler indre by og Vesterbro
- Gademiljø fra Øgadekvarteret
- Vesterbro Torv
- Sankt Markus Kirke
- Væksthusene i Botanisk Have
- Åen set mod Marstrandsborg på Vesterbro
- Folkestedet. Kultur- og forenings-hus i Åparken
- Ceres Panorama. Højhus i CeresByen.
- Åhusene
- Vestervang bolig blokke.